# James Anthony Tamayo
James Anthony Tamayo (Brownsville, 23 ottobre 1949) è un vescovo cattolico statunitense, dal 3 luglio 2000 vescovo di Laredo.

## Biografia
Monsignor James Anthony Tamayo è nato a Brownsville, in Texas, il 23 ottobre 1949. È figlio di Antonio P. Tamayo (1925-2016), originario di Port Isabel, nella contea di Cameron, in Texas, e di Guadalupe B. Tamayo, originaria di Laredo. Ha una sorella, Mercy Barrera, che vive a Corpus Christi.

### Formazione e ministero sacerdotale
Ha studiato al Del Mar College di Corpus Christi dal 1968 al 1970 e al seminario "Santa Maria" e all'Università di San Tommaso a Houston dal 1970 al 1975. Ha conseguito prima un Bachelor of Arts e quindi il Master of Theology.
L'11 luglio 1976 è stato ordinato presbitero per la diocesi di Corpus Christi da monsignor Thomas Joseph Drury. In seguito è stato cappellano della divisione junior delle Catholic Daughters of America dal giugno del 1976 all'agosto del 1981, vicario parrocchiale della parrocchia di San Patrizio a Corpus Christi dal settembre del 1976 al maggio del 1981, amministratore parrocchiale della parrocchia di San Patrizio a Corpus Christi dal giugno del 1981 all'agosto del 1981, vicario parrocchiale della parrocchia della cattedrale del Corpus Domini a Corpus Christi dall'agosto del 1981 al settembre del 1982, parroco della parrocchia di Sant'Andrea a Corpus Christi dall'ottobre del 1986 al gennaio del 1990, parroco della parrocchia del Santissimo Sacramento a Laredo e vicario episcopale per il vicariato occidentale dal gennaio del 1990 al 26 gennaio 1993.
A livello diocesano è stato membro dello staff di Catholic Charities dal 1975 al 1981, moderatore diocesano per gli affari ecumenici dal gennaio del 1977 al marzo del 1984, segretario del vescovo dall'aprile del 1978 al 26 gennaio 1993, direttore diocesano per le missioni tra i neri e i nativi americani dal dicembre del 1980 al 1984, assistente cancelliere vescovile dall'ottobre del 1980 al marzo del 1984, membro del comitato per il giubileo straordinario della redenzione dal 1982 al 1983, moderatore diocesano per gli affari ispanici dall'ottobre del 1982 al 1983, vicario parrocchiale della parrocchia di San Pio X a Corpus Christi dall'ottobre del 1982 al maggio del 1985, membro della commissione diocesana per la liturgia dal gennaio del 1984 al settembre del 1985, direttore dell'ufficio per il personale sacerdotale dall'aprile del 1984 al febbraio del 1990, vicario episcopale per il clero e gli affari ispanici dal maggio del 1985 al gennaio del 1990, vicepresidente dell'ufficio per il diaconato permanente dal febbraio del 1986 al gennaio del 1993, difensore del vincolo presso il tribunale diocesano al gennaio del 1982 al 26 gennaio 1993, membro del programma per il ministero dei sacerdoti dall'aprile del 1986 al 26 gennaio 1993, cappellano delle Catholic Daughters of America, Court Isabella Catolica, dal marzo del 1990 al 26 gennaio 1993.
È stato anche membro del consiglio presbiterale e del collegio dei consultori dall'aprile del 1984 al 26 gennaio 1993.

### Ministero episcopale
Il 26 gennaio 1993 papa Giovanni Paolo II lo ha nominato vescovo ausiliare di Galveston-Houston e titolare di Ita. Ha ricevuto l'ordinazione episcopale il 10 marzo successivo dal vescovo di Galveston-Houston Joseph Anthony Fiorenza, co-consacranti il vescovo di Corpus Christi René Henry Gracida e quello di Brownsville Enrique San Pedro.
Ha prestato servizio come vicario generale, vicario episcopale per il ministero ispanico, delegato per i giovani e membro del consiglio presbiterale e del collegio dei consultori. Dal 1996 ha fatto parte ex officio del consiglio delle finanze diocesane e del consiglio per il personale sacerdotale.
È stato anche direttore spirituale della Cofradia Diocesana de las Guadalupanas, cappellano di Stato delle Catholic Daughters of America dal 1993 al 1996, consigliere spirituale del Sacro Militare Ordine Costantino di San Giorgio, consigliere episcopale del Movimento dei Cursillos de Cristiandad per la regione ecclesiastica VIII (TX, OK, LA, MS), priore per il Texas dei Colombian Squires, membro del circolo dello Stato del Texas, membro del consiglio di amministrazione dell'associazione di beneficenza "Hispanic Strategy Team", membro del consiglio del sistema sanitario delle suore della carità e del comitato etico del St. Joseph Hospital di Houston.
Il 3 luglio 2000 papa Giovanni Paolo II lo ha nominato primo vescovo di Laredo. Ha preso possesso della diocesi il 9 agosto successivo.
Il 10 settembre 2008 monsignor Tamayo ha invitato l'amministrazione del presidente americano George W. Bush a fermare le incursioni nei luoghi di lavoro per la ricerca di immigrati clandestini dicendo: "Rispettiamo il nostro personale di controllo, ma queste incursioni nei cantieri stanno solo mettendo gli esseri umani l'uno contro l'altro. Dobbiamo abbandonare le incursioni".
Nel marzo del 2015 il vescovo Tamayo è stato tra gli ottanta personaggi religiosi che hanno firmato una lettera al presidente Barack Obama, nella quale chiedevano al governo di fermare la pratica di trattenere le famiglie che erano entrate negli Stati Uniti illegalmente. Ha visitato un centro di detenzione a Dilley, tra San Antonio e Laredo, e ha espresso preoccupazione per le donne lì detenute, alcune per un periodo di tempo considerevole.
Nel marzo del 2016 monsignor Tamayo ha interrotto la costruzione di un centro studentesco cattolico presso la Texas A&M International University di Laredo. I Fratelli di San Giovanni, sponsor chiave del progetto da oltre 4 milioni di dollari, avevano tenuto una cerimonia di inaugurazione del cantiere nel novembre del 2013. Tamayo non ha partecipato alla celebrazione né ha offerto una spiegazione per la sua opposizione al progetto, nemmeno al presidente dell'ateneo, Ray Keck. Centinaia di migliaia di fondi preliminari erano già stati spesi per il progetto che era in programma da un decennio.
Glen S. Jackson ha messo in dubbio l'opposizione del vescovo Tamayo al centro studentesco, che secondo lui ha causato "un'atmosfera ostile" nella diocesi. Nessun altro college o università ha affrontato una siffatta negazione. Jackson ha inoltre affermato che il 99% dei chierici della diocesi era a favore del progetto.
Nel frattempo, padre Robert L. Kincl di Hutto, a nord di Austin, già vicario giudiziale della diocesi, ha annunciato che avrebbe consegnato alla Santa Sede una trentina di lettere inviate da persone che si oppongono alla posizione di Tamayo sul centro studentesco.
In un'altra controversia, sorta quando un sacerdote è stato arrestato nel 2002 a Laredo con l'accusa di aver compiuto uno stupro a New York, il procuratore distrettuale della contea di Kings a Brooklyn ha affermato che la diocesi sotto Tamayo era "poco soddisfacente" nella collaborazione con le forze dell'ordine. Tamayo non ha spiegato le circostanze in cui il sacerdote aveva lasciato la diocesi di Laredo.
Nel marzo del 2012 ha compiuto la visita ad limina.
In seno alla Conferenza dei vescovi cattolici degli Stati Uniti è membro del consiglio di amministrazione di Catholic Legal Immigration Network Inc., membro della commissione per le missioni interne, membro della sottocommissione per i testi liturgici in spagnolo, presidente della commissione episcopale per gli affari ispanici dal 1999, membro del sottocomitato per la liturgia ispanica dal 1999 e membro della commissione episcopale per le pratiche pastorali dal 1999. È stato membro del sottocomitato per i giovani del segretariato per la famiglia, i laici, le donne e i giovani, membro del comitato per la politica internazionale, membro del consiglio consultivo e dell'ufficio amministrativo dal 1996 al 1999.
A livello civico è membro della 14ª classe dell'American Leadership Forum di Houston, del consiglio di amministrazione della United Way of the Texas Gulf Coast a Houston, del comitato consultivo "Nuestra Vida" della Rete TV Univision - Canale 45, del centro per le politiche pubbliche dell'Università di Houston, del comitato ispanico dei Boy Scouts of America, del comitato finanziario dell'Istituto per la cultura ispanica di Houston e della Confederación de Organizaciones Latinas di Houston dal 1998. È anche cappellano dell'Ordine dei granatieri e della dame di Bernardo de Galvez, un'associazione culturale ispanica.
È anche membro a vita dell'Associazione US Air Force e cappellano dell'Associazione degli ufficiali della riserva degli Stati Uniti con il grado di maggiore della riserva aeronautica degli Stati Uniti dal 1996.
Parla l'inglese e lo spagnolo.

## Genealogia episcopale
La genealogia episcopale è:
- Cardinale Scipione Rebiba
- Cardinale Giulio Antonio Santori
- Cardinale Girolamo Bernerio, O.P.
- Arcivescovo Galeazzo Sanvitale
- Cardinale Ludovico Ludovisi
- Cardinale Luigi Caetani
- Cardinale Ulderico Carpegna
- Cardinale Paluzzo Paluzzi Altieri degli Albertoni
- Papa Benedetto XIII
- Papa Benedetto XIV
- Cardinale Enrico Enriquez
- Arcivescovo Manuel Quintano Bonifaz
- Cardinale Buenaventura Córdoba Espinosa de la Cerda
- Cardinale Giuseppe Maria Doria Pamphilj
- Papa Pio VIII
- Papa Pio IX
- Cardinale Alessandro Franchi
- Cardinale Giovanni Simeoni
- Cardinale Antonio Agliardi
- Cardinale Basilio Pompilj
- Cardinale Adeodato Piazza, O.C.D.
- Arcivescovo Luigi Raimondi
- Arcivescovo Patrick Fernández Flores
- Vescovo Joseph Anthony Fiorenza
- Vescovo James Anthony Tamayo

## Araldica
| Stemma | Descrizione |
| ------ | --- |
|        | Uno stemma episcopale è composto da uno scudo con le sue cariche (simboli), un rotolo con il motto e gli ornamenti esterni. A sinistra vi è lo stemma della diocesi, a destra quello del vescovo. Lo stemma della diocesi di Laredo cattura la ricca storia della Chiesa cattolica del Texas del sud. I colori e i simboli rappresentano una diocesi che fa tesoro della sua storia e guarda con gioia al suo futuro. Dall'angolo in alto a sinistra all'angolo in basso a destra vi è una barra d'argento ondulata che rappresenta il Rio Grande. La principale caratteristica geografica dell'area è inoltre emblematica delle acque del Battesimo, il fiume della vita, attraverso il quale siamo incorporati nel popolo di Dio alla Chiesa. Nella parte in alto a destra del disegno si trova il campanile d'argento della cattedrale di Sant'Agostino a Laredo. La rappresentazione del campanile da particolare risalto alla cattedrale come "chiesa madre" di questa regione del Texas meridionale. Nel 1755 i frati spagnoli che accompagnavano don Tomás Sánchez, il fondatore di Laredo, fondarono la chiesa di Sant'Agostino vicino alle rive del Rio Grande. La cattedrale è la seconda chiesa più antica del Texas del sud e una delle più antiche degli Stati Uniti sud-occidentali. La diocesi di Laredo è posta sotto il patrocinio di Sant'Agostino di Ippona. Il campo dello stemma è rosso, a simboleggiare lo Spirito Santo. Essendo stata formalmente eretta come diocesi durante il Grande Giubileo del 2000, il campo rosso indica un nuovo inizio nella vita della Chiesa in questa regione. Poiché gli apostoli erano associati allo Spirito Santo in un modo molto speciale, le persone della diocesi di Laredo sono invitate ad avvicinarsi allo Spirito Santo, allo spirito della vita, e rinnovare il loro impegno per diffondere la Buona Novella fino ai "confini della terra". Per il suo stemma personale monsignor Sullivan, ha mantenuto il disegno adottato al momento della sua selezione per ricevere la pienezza del sacerdozio di Cristo quando divenne vescovo ausiliare di Galveston-Houston. Il campo è rosso e su questo sono esposti un calice, un'ostia e una rosa d'oro. Il calice è d'oro e l'ostia d'argento. Essi rappresentano l'evento centrale e più importante dell'esistenza di un sacerdote: la celebrazione della messa, in cui gli elementi ordinari del pane e del vino, per azione di Dio stesso, vengono trasformati nel corpo e nel sangue di Cristo. Le specie sacre irradiano grazia a tutti, come rappresentato dai raggi dorati che provengono dall'ostia. La rosa d'oro rappresenta la bellezza della natura che fa intravedere in quale grazia deve essere la propria anima. Come la rosa irradia bellezza, così dobbiamo irradiare la grazia di Cristo che abbiamo dentro. I colori, rosso e oro, sono quelli tradizionali ispanici e rendono onore alle origini di monsignor Tamayo. Come motto ha scelto l'espressione "Todo con amor". Questa frase è una traduzione di una popolare frase pronunciata da papa Giovanni XXIII al tempo del Concilio Vaticano II. Con questa frase il Santo Padre ammonì i padri conciliari a tenere presente che in tutto ciò che avevano fatto, o avrebbero fatto, come Cristo aveva loro ordinato, avrebbero dovuto farlo "tutto con amore". Questa frase, quindi, esprime la profonda convinzione del vescovo Tamayo che tutti noi dovremmo vivere una vita in cui facciamo veramente "tutto con amore". Lo stemma è completato dagli ornamenti esterni che sono una croce processionale episcopale d'oro, posta dietro e che si estende sopra e sotto lo scudo, e un galero, con sei nappe, in tre file, su entrambi i lati dello scudo, il tutto in verde. Queste sono le insegne araldiche di un prelato del grado di vescovo, per ordine della Santa Sede del 31 marzo 1969. Lo stemma è stato elaborato dal diacono Paul J. Sullivan. |